# Диас Мартинес, Мануэль
Мануэль Ди́ас Марти́нес (исп. Manuel Díaz Martínez; 13 сентября 1936, Санта-Клара — 17 июня 2023) — кубинский поэт и журналист, дипломат.

## Биография
Принадлежит к поколению 1950-х годов. Работал как журналист, был на дипломатической службе в Болгарии. В начале 1990-х годов покинул страну. Получил испанское гражданство, с 1992 года живёт в Лас-Пальмас-де-Гран-Канария. Издал стихотворения Густаво Адольфо Беккера (1993), обращенные к нему письма Северо Сардуя (1996), антологию кубинской поэзии XX века (2002).

## Книги
- Frutos dispersos. — S. n., 1956.
- La tierra de Saud. — La Habana, 1967.
- Vivir es eso. — La Habana, 1968 (премия Хулиана дель Касаля).
- Mientras traza su curva el pez de fuego. — La Habana, 1984.
- Poesía inconclusa. — La Habana, 1985.
- El carro de los mortales. — La Habana, 1988.
- Alcándara. — La Habana, 1991.
- Memorias para el invierno. — Las Palmas de Gran Canaria, 1995 (поэтическая премия г. Лас-Пальмас-де-Гран-Канария).
- Señales de vida (1968—1998). — Madrid, 1998.
- Sólo un leve rasguño en la solapa. — Logroño, 2002 (мемуары).
- Paso a nivel. — Madrid, 2005.
- Un caracol en su camino: antología personal, 1965—2008. — Valencia, 2008.
- Oficio de opinar. — Valencia, 2008 (эссе).
- Objetos personales, 1961—2011: poesía completa. — Sevilla; Madrid, 2011 (полное собрание стихотворений).

## Публикации на русском языке
- Стихи // Иностранная литература. — 1987. — № 4. — С. 29—33.

## Признание
Стихи переведены на многие языки. Член-корреспондент Испанской Королевской академии.